# آن ماري لويز من أورليان
آن ماري لويز من أورليان دوقة مونتبنسيه (الفرنسية:Anne Marie Louise d’Orléans؛ 29 مايو 1627 - 5 أبريل 1693)؛ والمعروفة أيضا بـ مدموزيل الكبرى (la Grande Mademoiselle)؛ هي الابنة الوحيدة لـ غاستون دوق أورليان وزوجته الأولى ماري دي بوربون دوقة مونتبنسيه، اعتبرت واحدة من أعظم الورثة في التاريخ، بحيث توفيت غير متزوجة ودون أبناء، تاركة ورائها ثروة الهائلة لابن عمها فيليب داورليان، بعد سلسلة من مقترحات للزواج من مختلف من أعضاء الأسر الملكية في أوروبا بما في ذلك فيليب داورليان نفسه وتشارلز الثاني ملك إنجلترا وأفونسو السادس ملك البرتغال وكارلو إمانويلي الثاني دوق سافوي، إلا أنها وقعت في الحب إحدى رجال الحاشية أنتوني نومبار دي كومون، أدى ذلك إلى فضيحة في البلاط الملكي عندما طلبت الإذن بالزواج من الملك لويس الرابع عشر، نظراً لأن هذا الاتحاد يعتبر زواج غير متكافيء، وأيضا اشتهرت بدورها الكبير في فروند (الحرب الأهلية).

## السيرة الذاتية
ولدت آن ماري لويز في قصر اللوفر في باريس 29 مايو 1627، يعتبر والدها غاستون دوق أورليان شقيق الأصغر للملك لويس الثالث عشر وأيضا كان معروف في البلاط بلقب تشريفي المسيو، في حين والدتها ذو الواحد والعشرون عاماً كانت آخر سليل دوقات بوربون-مونتبنسيه، توفيت بعد خمسة أيام من ولادتها، وبذلك أصبحت هي الدوقة الجديدة، ومنها ورثت العديد من الدوقيات ودوفيني أوفرن وأيضا إمارة دومبوا السيادية الواقعة في برغونية المقاطعة التاريخية.
بصفتها الابنة الكبرى لـ مسيو كانت آن ماري لويز مدموزيل منذ الولادة، ولأنها كانت أول أحفاد الملك هنري الرابع تم إنشاء لها لقب ابنة فرنسا الصغرى (حفيدة فرنسا)، كانت مدموزيل قريبة من والدها الذي شارك في العديد من مؤامرات ضد شقيقه الملك لويس الثالث عشر وكبير مستشاريه الكاردينال ريشيليو، وبصورة عامة كان له علاقة سيئة مع البلاط الملكي، وعندما وقع غاستون في حب مارغريت دو لورين رفض الملك سماح له بالزواج منها، لأن البلدين كانوا على عداوة مستمرة، ولأنه لا يُسمح لأمير الدم والوريث في ذاك الوقت بالزواج دون إذن من الملك، ومع ذلك تزوج منها سراً في يناير 1632، عندما اكتشف الملك هذا الأمر قام بإلغاء الزواج، ونفي الزوجين من البلاط.
كانت مدموزيل في ذاك الوقت تعيش في قصر التويليري مع مربيتها، في حين والدها يقيم في قصر بلوا، ومع ذلك كانت تزوره كثيراً، ولكن بعد زواجه السري لم تستطيع رؤية والدها لمدة عامين، وعندما رأته أخيراً مرة أُخرى في نوفمبر 1634 كانت ذو السبعة أعوام، وبعد أن عملت أن الكاردينال ريشيليو الذي كان عرابها، وراء نفي والدها، أصبحت تكره.
عند ولادة الملك الدوفين لويس (لاحقاً لويس الرابع عشر) في 1638، اقترحت مدموزيل تزويج نفسها منه، ومع ذلك وبخها ريشيليو من ملاحظتها هذه، إلا أن أراد والدها لها الزواج من لويس كونت سواسون سليل شارل دوق فندوم وإحدى المتآمرين معه في السابق، ومع ذلك الزواج لم يتحقق، أخيراً على فراش الموت الملك لويس الثالث عشر أعطى الإذن لوالدها الزواج من حبيبته، الذين تزوجوا في يوليو 1643 للمرة الثالثة أمام أسقف باريس.
بعد وفاة عمها الملك لويس الثالث عشر خلفه ابنه البكر لويس الرابع عشر ذو الستة أعوام، انتقلت الوصاية إلى والدته الملكة آن، ومع وفاة شقيقتها الصغرى في مايو 1646 التي كانت زوجة فرديناند الثالث إمبراطور الروماني المقدس اقتراح له الزواج منها، ومع ذلك الوصية الملكة آن وتحت تأثير الكاردينال مازاران تم تجاهل الطلب، ومع ذلك كان الملك لويس ذو ثمانية أعوام وشقيقه فيليب في السادسة أصغر من أن يتزوجونها، إلا أن اقترحت الملكة آن لها الزواج من شقيقها الأصغر إنفانتي فرناندو إلا أنها رفضت الاقتراح، بذلك تركت أغنى أميرة في أوروبا دون آفاق مناسبة للزواج.
كانت من أكثر اللحظات حياتها معروفة هي مشاركتها في فروند هي حرب أهلية حدثت في البلاد بين أنصار الملكية وأمراء الدم والبرلمان من جهة تميزت هذه الحرب بانقسامها إلى مرحلتين فروند البرلمان (1648-1649) وفروند النبلاء (1650-1653)، وأيضا تميزت بظهور لويس أمير كوندي كشخصية متمردة، والتي استولى على باريس من خلال الحصار والذي رفض تأثير متزايد من قبل الكاردينال مازاران.
بعد نهاية المرحلة الأولى من الحرب عادت الحاشية الملكية إلى باريس في أغسطس 1649، على الرغم من أنها أُصيبت بالجدري إلا أنه نجت منه، وأيضا كونت صداقة مع مدام الأميرة زوجة أمير كوندي التي كانت غير مرغوب بها في البلاط، وأيضا أثناء مرض الأميرة المميت، اقتراح لها الزواج من الأمير بعد وفاتها، إلا أنها استطعت النجاة من هذا المرض، مما أدى إلى انهيار هذا المقترح.
وأيضا في 1652 دخلت أورليان في رحلة شاقةً، وتم استقبالها على أنها منتصرة، بقيت فيها لمدة خمسة أسابيع قبل مغادرتها إلى باريس في مايو 1652 التي كانت في حالة ذعر بسبب المعركة، وأيضا سمحت لأمير كوندي بدخول باريس على أنه المنتصر.
ومع ذلك انتهت هذه الحرب أخيراً مع دخول الملك باريس في 21 أكتوبر 1653 ورجوع الكاردينال في فبراير العام التالي، وخوفاً على حياتها هربت مدموزيل إلى سان فارجو وبقيت في المنفى حتى 1657، بعد ذلك تم الترحيب بها في البلاط الملكي مرة أُخرى، أثناء تواجدها في سان فارجو اتجهت نحو الكتابة، وأيضا عند بلوغها قامت بالنظرة في إدارة أموالها بنفسها ووجدت نفسها أنها كانت مخدوعة من قبل ووالدها وجدتها لأمها دوقة جويوا الذين قاموا باختلاس العديد من أموالها، مما أدى إلى تدهور علاقتها مع والدها بعد الشيء.
أثناء رجوعها إلى البلاط الملكي في 1657 أصبح أبناء عمومتها الملك الشاب ذو التاسعة عشر عاماً وشقيقه فيليب في السابعة عشر عاماً، دمر مشاركتها في الحرب الأهلية حلمها في أن تصبح شريكة لويس، إلا أن دوق أنجو الذي كان شاد جنسياً على الالتزام بهذه الفكرة، إلا أنها رفضت الفكرة بحيث علقت لاحقاً على ذلك «على أنه مثل طفل القريب من والدته».
في فبراير 1660 توفي والدها عن عمر الواحد والخمسون عاماً بعد إصابته بسكتة في بلوا، وبما أنها ابنته الكبرى ووريثته، قامت بإضافة ثروتها الكبيرة إليها، نتيجة حدادها لم تتمكن من حضور حفل الزفاف بين الملك الشاب وانفانتا ماري تيريز الإسبانية، كان الزواج القادم بين أبناء عمومتها في 31 مارس 1661 المسيو فيليب الأول دوق أورليان أصبح متزوجاً من ابنة عمتها الأميرة هنرييت آن الإنجليزية، لاحقاً تم اعتبار مدموزيل عرابة آخر أبنائهم مدموزيل فالوا التي ولدت في 1670، وأيضا توفيت الأميرة هنرييت في 1670، سألها الملك بنفسه مرة أُخرى حول قبول زواجها من المسيو، إلا أنها رفضت الطلب مرة أُخرى.
كانت مدموزيل قريبة من شقيقتها الصغرى مارغريت لويز، بحيث طلبت منها تسوية الترتيبات عندما تم اقتراح لها الزواج أمير توسكانا الأكبر، بعد فشل الاقتراح من دوق سافوي، على الرغم من أن السعادة الغامرة في البداية، إلا أنها تلاشت في النهاية وأصبحت غير راغبة في هذا الزواج.
في 1663 لجأ الملك إليها حول ترتيب الزواج لها من أفونسو السادس ملك البرتغال التي صعد للعرش في 1656، ومع ذلك تجاهلت هذه الفكرة بالفخر، مفضلة البقاء في فرنسا وإدارتها ممتلكاتها عن قرب، وأيضا لا تريد زوجاً سكيراً وعاجزاً ومشلولاً وبدلاً عن ذلك تزوج من قريبتها ماري فرانسواز من سافوي، وبذلك أمرها الملك برجوع إلى سان فارجو بسبب عصيانها التي بقيت فيها لعام واحداً، خلال نفيها التجأت مرة أُخرى إلى الكتابة، وأيضا ناشدت الملك حول رجوعها إلى باريس بسبب الدواعي صحية، إلا أنه اقترح عليها الزواج أرمل شقيقتها فرانسواز ماديلين، دوق سافوي، على الرغم من أنها بدت حريصة للغاية لهذا الاقتراح، إلا أن دوق سافوي أبدى ذرائع مختلفة حول إلغاء المقترح الزواج لاحقاً من تزوج من حبيبته ماري جان بابتيستا من سافوي، كان هذا أخر الاقتراح بالنسبة لها.
وعلى الرغم من ذلك وقعت في حب رجل من رجال الحاشية الملكية يدعى أنتوني نومبار دو كومون هو رجل نبيل فقير من غويان، وأيضا كان مقرب من الملك واشتهر بذكائه وكذلك جاذبيته واضحة، وأيضا كان جندياً متميزاً، وكان في السابق جزءاً من المفاوضون على الزواج الملك الشاب من انفانتا ماري تيريز، على أية حال، بعد وقوعها في الحب قامت بمناشدة الملك حول طلب إذن حول زواجها منه أمام الحاشية الملك مما إثارة الدهشة بينهم، على الرغم من معارضة الملكة والمسيو توقيع العقد، إلا أن تم تحديد الزفاف في 21 ديسمبر 1670، على الرغم من أن السعادة التي كانت تغمرها، إلا أن الفرحة لم تتم طويلاً بسبب ضغوط الحاشية الملكية تراجع الملك عن قراره، بسبب هذا القرار عزلت مدموزيل نفسها في جناحها الملكي في فرساي حتى بداية 1671، وعندما تم إبلاغها عن اعتقال دي كومون دون سبب رسمي ونقله إلى الباستيل ومن ثَّم إلى حصن بينيرولو بحيث بقي فيها حتى 1681، على الرغم من محاولات الفرار العديدة.
كرست نفسها حول إطلاق سراحه بحيث ناشدت الملك في عدة مرات وأيضا قابلت عشيقته مدام مونتيسب لمحاولة تشجيعه حول إطلاق سراحه، حتى جاء إصدار كفالة وذلك من خلال تنازل عن اثنين من أراضيها المربحة إمارة دمبوا السيادية وكونتية أو إلى ابنه لويس أوغست دي بوربون ليتيجمي دو فرنسا ودوق ماين، ومع ذلك وافقت على مضمضة مقابل تحرير حبيبها، وأخيراً تم إطلاق سراحها في 22 أبريل 1681 واضطر للعيش بهدوء في بوربون قبل عودتها إلى باريس فبالطبع ليس إلى البلاط أو إلى قصرها الباريسي في مارس 1682، بحيث استطعت التقاء معه قبيل وفاة الملكة ماري تيريز في يوليو 1683، وأيضا بعد فترة وجيزة أجروا مقابلة أُخرى التي اعتبرت الأخيرة التي يرون فيها بعضهم البعض، وأخيراً تقاعدت مدموزيل في قصرها الباريسي قصر لوكسمبورغ.
مرضت مدموزيل في 15 مارس 1693 على بيدو أنه انسداد في المثانة، على الرغم من أن دي كومون طلب رؤيتها إلا أنها بسبب اعتزاز بنفسها رفضت الاعتراف به، وأخيراً توفيت مدموزيل في قصر لوكسمبورغ في 5 أبريل 1693، وباعتبارها حفيدة فرنسا تم دفنها في كاتدرائية سان دينيس خارج باريس في 19 أبريل.

## روابط خارجية
- آن ماري لويز من أورليان على موقع الموسوعة البريطانية (الإنجليزية)